# Galactic Warriors
Galactic Warriors – chorwacki projekt muzyczny, tworzący muzykę spacesynth, powstały w roku 2010. Założycielami byli Krunoslav Paic oraz Max Backes.

## Historia
Max Backes i Krunoslav Paic pochodzą z chorwackiego miasta Križevci. W latach 90. XX wieku pracowali jako DJ-e, jednocześnie stawiając pierwsze amatorskie kroki na niwie tworzenia muzyki elektronicznej. Obaj są muzycznymi samoukami, na których największy wpływ miała muzyka Michiela van der Kuya, tworzona w latach 80. i 90. XX wieku dla Laserdance i Koto. W 2010 roku połączyli siły, tworząc własny projekt muzyczny Galactic Warriors. Styl ich muzyki ściśle nawiązuje do klasycznych utworów spacesynth, tworzonych zarówno przez van der Kuya, jak i niemieckiego kompozytora Marco Rochowskiego z pierwszej dekady XXI wieku.
Duet opublikował dwa albumy Return to Atlantis oraz Under Attack. Oba zostały wydane przez nowojorską wytwórnię Space Sound Records.

## Dyskografia

### Albumy
- 2011: Return to Atlantis
- 2013: Under Attack